# Rusalka (Dvořák)
Rusalka ( B. 203; op. 114) è un'opera in tre atti con musica di Antonín Dvořák e il libretto in ceco di Jaroslav Kvapil (1868-1950), rappresentata per la prima volta a Praga il 31 marzo del 1901. Il nome dell'opera proviene dalla mitologia slava dove Rusalka è uno spirito dell'acqua dei laghi e dei fiumi.

## Trama
Rusalka è uno dei lavori dello scrittore Jaroslav Kvapil giovane e poco conosciuto ai tempi della stesura dell'opera, poi molto celebrato nel teatro boemo. Tratta una fiaba di carattere sentimentale amoroso ambientata in una natura incantata e personaggi vicini alla tradizione popolare slava. Questo aspetto fu quello che colpì la sensibilità del compositore ceco nella scelta dell'opera l'indomani della fortunata Il diavolo e Caterina. La storia riprende parte della fiaba Undine del tedesco Friedrich de la Motte Fouqué, e de La sirenetta di Andersen.

### Atto primo
Sulle sponde di un lago
Una notte nel lago di un bosco, chiamato dalle fate (Hou, hou, hou), lo Spirito delle acque emerge dai flutti per giocare assieme a loro. Appare l'ondina Rusalka, ninfa dei laghi e dei fiumi, la quale parlando con lo Spirito delle acque, suo padre, gli confessa il suo intento di prendere sembianze umane per tentare di sposare un principe del quale si è follemente innamorata. Dopo aver tentato invano di dissuaderla, lo spirito le indica la capanna della strega Jezibaba che può aiutarla. Rusalka rimane sola e prima di rivolgersi alla strega si augura che la luna preservi il sonno dell'amato (Mesícku na nebi hlubokém - "Inno alla luna").
Giunta alla capanna la strega accetta di compiere l'incantesimo, ma in cambio le chiede il suo vestito trasparente di ondina e stabilisce un patto: dovrà perdere la voce e subire una maledizione, nel caso in cui il principe dovesse tradirla, cioè che ella per l'eternità sia dannata a vagare in solitudine negli abissi e che anche il principe sia condannato. La strega prepara il filtro (Tedy pojd', honem pojd).
L'indomani all'alba il principe si trova a passare nei pressi del lago assieme ai suoi compagni preceduto dal canto di un cacciatore (Jel mlady lovec, jel a jel). D'un tratto si sente magicamente attratto dalle acque e stanco, così allontana i compagni di caccia invitandoli a tornare al castello. Da una capanna esce Rusalka e il giovane si trova presto sedotto dalla bellezza della ragazza (Vidino divná, presladká) la quale, muta, non può fare altro che gettarsi fra le braccia del principe. Anch'egli ormai innamorato la invita a seguirlo al palazzo.

### Atto secondo
Il palazzo del principe
Fervono al castello i preparativi per le nozze del principe con la muta forestiera. Incuriosito, il guardacaccia chiede al garzone di cucina che cosa stia succedendo e se sia vera la notizia del matrimonio del principe con una misteriosa donna (Járku, járku, klouce milé). Avuta conferma della cosa i due si confidano che malvedono questa misteriosa forestiera in quanto venuta dal profondo del bosco dove vivono strane creature, così si augurano che la chiacchiera che una bella principessa straniera venuta per le nozze starebbe per conquistare il cuore dello sposo sia vera affinché non si comprometta inevitabilmente il destino del loro principe.
A palazzo la bella principessa brucia dall'invidia per questo amore e vuole conquistare il principe. Rusalka, triste in quanto avverte il cambiamento del suo amante a causa dell'avversaria, viene mandata a prepararsi per la festa. Approfittando di questo, la principessa straniera cerca di sedurre il principe.
Si arriva al ballo e tutto è festa tra danze e cori degli invitati, ma allo Spirito delle acque non sfugge la passione che sta per divampare fra il principe e l'invitata, così dispiaciuto emerge da una fontana ed avvisa Rusalka, (Stokrát bys byla clovekem) che affranta, così tanto da ritrovare la voce, si duole anch'ella con il proprio padre per l'imminente nefasto destino che la vede perdere il suo amore terreno e l'impossibilità di tornare tra gli affetti delle acque. Maledice la specie umana e riconosce come fossero stati giusti i consigli del padre.
Intanto il principe e la principessa straniera nel giardino del palazzo tessono un appassionato duetto d'amore. D'un tratto Rusalka, nell'estremo tentativo di recuperare il principe, si getta tra le braccia dell'amato che stava stringendo l'umana rivale, ma il principe, impaurito dal suo pallore e dalla sua freddezza, la respinge. A quel punto lo Spirito delle acque reagisce sdegnato contro i due giovani umani, minaccia il principe predicendogli che Rusalka e lui non si separeranno mai. Rusalka viene presa dal padre e portata con sé mentre il principe stordito chiede aiuto alla principessa straniera che invece si allontana con freddo sprezzo.

### Terzo Atto
Sulle sponde di un lago
Rusalka è condannata ad errare per sempre perché è stata tradita dal principe. Così la giovane, alla luce delle sera, chiede alla strega un'altra possibilità (Mladosti své pozbavena). La strega Jezibaba sentenzia, porgendole un coltello, che la giovane potrà sfuggire alla sua condanna se ucciderà il suo amato, ma Rusalka rinuncia e si tuffa nel lago. Rusalka scompare tra le onde mentre compaiono sulla scena il guardacaccia e lo sguattero che vengono a consultare la strega per guarire il loro principe affetto da una misteriosa malattia, ma vengono messi in fuga dallo Spirito delle acque  ancora in collera per quanto successo a Rusalka. Le fate festose (Mám, zlaté vlásky mám) non placano il dolore dello spirito di Rusalka. Il principe accorre al lago affranto dalle pene amorose e gli appare Rusalka che lo redarguisce amorevolmente per il suo tradimento. (Milácku, znás mne, znás?) Il principe implora il suo perdono e vuole baciarla, ma Rusalka lo avverte che si tratterà di un bacio mortale. Il principe accetta la sua sorte pur di morire nelle braccia della sua amata e trovare così finalmente pace.

## Prima rappresentazione

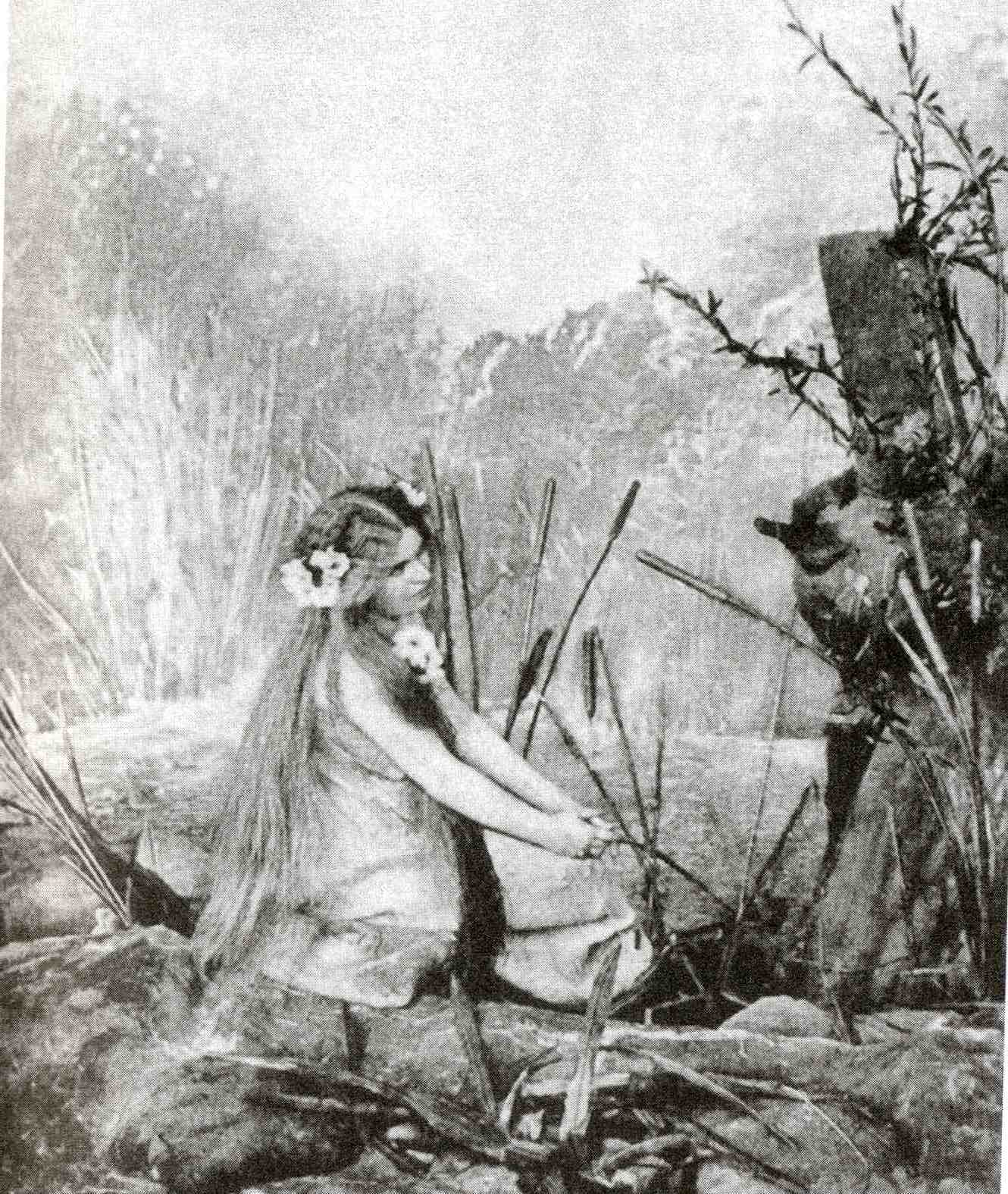
Růžena Maturová la "prima" Rusalka.

La prima rappresentazione avvenne al Teatro Nazionale di Praga il 31 marzo 1901.
| Ruolo                                                             | Tipo di voce | Primo Cast, 31 marzo 1901 (Conductor: Karel Kovařovic) |
| ----------------------------------------------------------------- | ------------ | ------------------------------------------------------ |
| Rusalka                                                           | soprano      | Růžena Maturová                                        |
| Il principe                                                       | tenore       | Bohumil Pták                                           |
| Ondin, Spirito delle acque                                        | basso        | Václav Kliment                                         |
| La principessa straniera                                          | soprano      | Marie Kubátová                                         |
| Ježibaba, la strega                                               | mezzosoprano | Růžena Vykoukalová-Bradáčová                           |
| Prima ninfa del bosco                                             | soprano      | Amalie Bobková                                         |
| Seconda ninfa del bosco                                           | soprano      | Ella Tvrdková                                          |
| Terza ninfa del bosco                                             | contralto    | Helena Towarnická                                      |
| Guardacaccia                                                      | tenore       | Adolf Krössing                                         |
| Sguattero                                                         | soprano      | Vilemína Hájková                                       |
| Cacciatore                                                        | baritono     | František Šír                                          |
| Coro: Ninfe del bosco, ospiti al castello, compagni del principe. |              |                                                        |

## Registrazioni
| Anno | Cast (Rusalka, Il principe, Ondino - lo spirito del lago, La principessa straniera, Ježibaba - la strega) | Direttore, Teatro dell'Opera e Orchestra                                                              | Casa discografica in                     |
| ---- | --- | --- | ---------------------------------------- |
| 1952 | Ludmila Červinková, Beno Blachut, Eduard Haken, Marie Podvalová, Marta Krásová                            | Jaroslav Krombholc, Teatro nazionale di Praga Coro ed Orchestra                                       | CD: Supraphon                            |
| 1961 | Milada Šubrtová, Ivo Žídek, Eduard Haken, Alena Miková, Marie Ovcáciková                                  | Zdeněk Chalabala, Teatro nazionale di Praga Coro ed Orchestra                                         | LP: Supraphon                            |
| 1976 | Teresa Stratas Ivo Zidek Willard White Gwendolyn Killerbrew                                               | Bohumill Gregor Het Nederlands Operakoor Het Omroeporkest Circustheater, Scheveningen 4 novembre 1976 | CD Bella Voce (1999)                     |
| 1984 | Gabriela Beňačková, Wiesław Ochman, Richard Novák, Věra Soukupová, Anna Barová                            | Václav Neumann, Orchestra filarmonica ceca e coro Filarmonica di Praga                                | CD: Supraphon (riedito nel 2003)         |
| 1986 | Eilene Hannan, John Treleaven, Rodney Macann, Phyllis Cannan, Ann Howard                                  | Mark Elder, Coro ed Orchestra Opera nazionale inglese, (Canti in inglese; direttore David Pountney)   | DVD: Arthaus Musik (pubblicato nel 2006) |
| 1998 | Renée Fleming, Ben Heppner, Franz Hawlata, Eva Urbanová, Dolora Zajick                                    | Charles Mackerras, Orchestra filarmonica ceca e Kühn Mixed Choir                                      | Audio CD: Decca                          |
| 2002 | Renée Fleming, Sergei Larin, Franz Hawlata Eva Urbanova, Larissa Diadkova                                 | James Conlon, Coro ed Orchestra dell'Opera di Parigi                                                  | DVD: Arthaus Musik (riedito nel 2009)    |
| 2007 | Cheryl Barker, Rosario la Spina, Bruce Martin, Elizabeth Whitehouse, Anne-Marie Owens                     | Richard Hickox, Coro ed Orchestra della Sydney Opera House                                            | Audio CD: Chandos                        |
| 2008 | Camilla Nylund, Piotr Beczała, Alan Held Emily Magee, Birgit Remmert                                      | Franz Welser-Möst, Orchestra di Cleveland                                                             | CD: Orfeo                                |
| 2009 | Ana María Martínez, Brandon Jovanovich, Mischa Schelomianski, Tatiana Pavlovskaya, Larissa Diadkova       | Jirí Belohlávek, London Philharmonic Orchestra e Coro di Glydebourne                                  | Audio CD: Glyndebourne Festival Opera    |
| 2010 | Kristīne Opolais, Klaus Florian Vogt, Günther Groissböck, Nadia Krasteva, Janina Baechle                  | Tomáš Hanus, Orchestra di Stato della Baviera e Bayerische Staatsoper Chor                            | DVD: C Major                             |
| 2015 | Renée Fleming, Piotr Beczała, John Relyea, Emily Magee, Dolora Zajick                                     | Yannick Nézet-Séguin, Coro ed Orchestra del Metropolitan Opera                                        | DVD: Decca                               |
| 2021 | Asmik Grigorian, Eric Cutler, Maxim Kuzmin-Karavaev, Karita Mattila, Katarina Dalayman                    | Ivor Bolton, Orchestra e Coro del Teatro Real di Madrid                                               | DVD: C Major                             |

## Curiosità
- La prima rappresentazione in Italia ebbe luogo al Teatro La Fenice di Venezia, il 30 gennaio 1958 (in lingua originale). A Roma Rusalka fu rappresentata per la prima volta al Teatro dell'Opera, nella stagione operistica del 1993/'94.[1]
- Il nome dello Spirito del Lago si trova a volte come Ondin oppure come Undine o, come nella lingua slava lo chiamano, Vodník. Nell'opera lo chiamano anche Hastrmánku.
- La registrazione del noto "Inno alla luna" eseguito da Gabriela Beňačková si può sentire nel film statunitense A spasso con Daisy.
- La registrazione del medesimo brano con Renée Fleming si può sentire nel film messicano Il cielo dividido e nello statunitense Pretty Bird.
- Anche nel film L'uomo bicentenario  l'aria che Andrew ascolta quando usa per la prima volta il giradischi è l'Inno alla luna di  Rusalka
- A quest'opera è stata dedicata una puntata della trasmissione This is opera.[2]